# Lisa Cholodenko
Lisa Cholodenko (Los Angeles, 5 giugno 1964) è una regista e sceneggiatrice statunitense, attiva in campo televisivo e cinematografico.

## Biografia
Nata e cresciuta a Los Angeles da una famiglia ebraica di origini ucraine, ha studiato presso la San Francisco State University, conseguendo successivamente un master presso la Columbia University School of the Arts, dove è stata premiata per il cortometraggio Dinner Party. Ha iniziato la sua carriera come assistente al montaggio per il film di Beeban Kidron La vedova americana, e come assistente alla post-produzione di Boyz n the Hood - Strade violente di John Singleton. Debutta con il suo primo lungometraggio nel 1998 con il film High Art, vincitore di numerosi premi. 
Negli anni successivi lavora per la televisione, dirigendo episodi di serie televisive come Homicide, Six Feet Under e The L Word. Nel 2004 ha fatto parte della giuria del Sundance Film Festival. Nel 2005 la dirige sua seconda opera Laurel Canyon - Dritto in fondo al cuore, interpretata tra gli altri da Frances McDormand, Christian Bale, Kate Beckinsale, Natascha McElhone e Alessandro Nivola. 
Nel 2010 dirige I ragazzi stanno bene, con Annette Bening, Julianne Moore e Mark Ruffalo, film presentato con successo al Sundance Film Festival e premiato nel corso del 60º Festival di Berlino.
Nel 2011 conferma di essere in trattativa per dirigere la trasposizione del libro L'insegnante di astinenza sessuale, la cui sceneggiatura è stata scritta dall'autore del romanzo, Tom Perrotta.

### Vita privata
La regista è apertamente lesbica, ha una relazione con la musicista Wendy Melvoin. La coppia ha un figlio, che la Cholodenko ha concepito tramite inseminazione artificiale. Questa esperienza ha ispirato la storia del film I ragazzi stanno bene.

## Filmografia

### Regista
- Souvenir (1994) – cortometraggio
- Dinner Party (1997) – cortometraggio
- High Art (1998)
- Homicide (Homicide: Life on the Street) – serie TV, episodio 7x12 (1999)
- Six Feet Under – serie TV, episodio 1x04 (2001)
- Push, Nevada – serie TV, episodio 1x05 (2002)
- Laurel Canyon - Dritto in fondo al cuore (Laurel Canyon) (2002)
- Cavedweller (2004)
- The L Word – serie TV, episodio 2x04 (2005)
- I ragazzi stanno bene (The Kids Are All Right) (2010)
- Hung - Ragazzo squillo (Hung) – serie TV, episodio 2x05 (2010)
- Olive Kitteridge – miniserie TV, 4 episodi (2014)
- The Slap – serie TV, episodio pilota (2015)
- The Girl from Plainville – miniserie TV, 2 episodi (2022)

### Sceneggiatrice
- Souvenir (1994) – cortometraggio
- Dinner Party (1997) – cortometraggio
- High Art (1998)
- Laurel Canyon - Dritto in fondo al cuore (Laurel Canyon) (2002)
- I ragazzi stanno bene (The Kids Are All Right) (2010)